# Columbia (Kentucky)
Columbia es una ciudad ubicada en el condado de Adair en el estado estadounidense de Kentucky. En el Censo de 2010 tenía una población de 4452 habitantes y una densidad poblacional de 352,53 personas por km².

## Geografía
Columbia se encuentra ubicada en las coordenadas 37°6′12″N 85°18′27″O / 37.10333, -85.30750. Según la Oficina del Censo de los Estados Unidos, Columbia tiene una superficie total de 12.63 km², de la cual 12.53 km² corresponden a tierra firme y (0.8%) 0.1 km² es agua.

## Demografía
Según el censo de 2010, había 4452 personas residiendo en Columbia. La densidad de población era de 352,53 hab./km². De los 4452 habitantes, Columbia estaba compuesto por el 88.77% blancos, el 7.68% eran afroamericanos, el 0.25% eran amerindios, el 0.52% eran asiáticos, el 0.07% eran isleños del Pacífico, el 1.08% eran de otras razas y el 1.64% pertenecían a dos o más razas. Del total de la población el 1.93% eran hispanos o latinos de cualquier raza.